# Erkin Sjagajev
Erkin Sjagajev (ryska:  Эркин Максудович Шагаев, Erkin Maksudovitj Sjagajev), född 12 februari 1959 i Tasjkent, är en före detta sovjetisk vattenpolospelare. Han tog OS-guld 1980 med Sovjetunionens landslag.
Sjagajev gjorde fem mål i den olympiska vattenpoloturneringen i Moskva, varav två i matchen mot Ungern som Sovjetunionen vann med 5–4.